# Alchemilla anisopoda
Alchemilla anisopoda es una especie de planta del género Alchemilla, perteneciente a la familia Rosaceae.

## Taxonomía
Alchemilla anisopoda fue descrita por Juz. en 1932.

## Distribución
Se encuentra en el territorio de Siberia.